# Станіслав Принс
Станіслав Принс (ім'я при народженні — Станіслав Педик; ест. Stanislav Prins (Pedõk); нар. 6 червня 1988, Донецьк, Українська РСР) — естонський футболіст українського походження, воротар. Виступав за збірну Естонії.

## Клубна кар'єра
Вихованець футбольного клубу «Пярну». У дорослому футболі дебютував 2005 року в складі клубу «Вапрус» в першій лізі, в цьому ж сезоні став переможцем першої ліги. У вищому дивізіоні дебютував 12 березня 2006 року в матчі проти «Трансу» (1:4) вийшов на заміну в перерві за рахунку 0:4 замість Вейко Пилдемаа і за час, що залишився не пропускав м'ячів. Всього за півтора сезони у вищій лізі в складі «Вапруса» зіграв 35 матчів.
Влітку 2007 року перейшов у талліннську «Флору». Дебютний матч за клуб у чемпіонаті Естонії зіграв 11 серпня 2007 року проти «Аякса Ласнамяе» (4:0), ця гра залишилася для нього єдиною в першому сезоні. У перші роки був запасним воротарем свого клубу, підміняючи Міхкеля Аксалу. У 2010 році став основним воротарем, зігравши за сезон 26 матчів. У 2011 році його витіснив з «рамки» Марко Меерітс, однак після відходу того в голландський «Вітессе» Прінс повернувся в основу. У першій половині 2013 року, коли Меерітс на правах оренди грав за «Флору», Прінс, також на правах оренди виступав за «Транс» (Нарва). Всього у складі «Флори» воротар зіграв понад 120 матчів, ставав дворазовим чемпіоном Естонії (2010, 2011), володарем Кубка і Суперкубка.
У грудні 2014 року дискваліфікований на 4 роки за участь в договірних матчах.

## Кар'єра в збірній
Виступав за юнацьку (U-19), молодіжну та олімпійську збірні Естонії.
У національній збірній Естонії дебютував в неофіційному матчі в грудні 2008 року проти команди іспанської провінції Мурсія, вийшовши на заміну в кінцівці матчу. Потім протягом декількох років зрідка викликався до складу перед товариськими матчами, але до складу на матч не потрапляв. Єдиний офіційний матч зіграв 8 листопада 2012 року проти збірної Омана (2:1), вийшовши на заміну на 76-ій хвилині замість Артура Котенко, і за час, що залишився не пропускав голів.

## Особисте життя
У лютому 2014 року Станіслав Педик змінив прізвище на Прінс.
Старший брат, Максим Педик (народився 1986) теж був футболістом, грав на позиції нападника в клубах з Пярну. У 2006 році виступав у вищому дивізіоні за «Вапрус» разом з братом.

## Статистика виступів

### Клубна
Станом на 22 листопада 2017
| Клуб                 | Сезон          | Ліга                    | Ліга  | Ліга | Кубок | Кубок | Єврокубки | Єврокубки | Інші  | Інші | Загалом | Загалом |
| Клуб                 | Сезон          | Ліга                    | Матчі | Голи | Матчі | Голи  | Матчі     | Голи      | Матчі | Голи | Матчі   | Голи    |
| -------------------- | -------------- | ----------------------- | ----- | ---- | ----- | ----- | --------- | --------- | ----- | ---- | ------- | ------- |
| «Вапрус» (Пярну)     | 2005           | Есілііга                | 16    | 0    |       |       | –         | –         |       |      | 16      | 0       |
| «Вапрус» (Пярну)     | 2006           | Мейстріліга             | 23    | 0    |       |       | –         | –         |       |      | 26      | 0       |
| «Вапрус» (Пярну)     | 2007           | Мейстріліга             | 12    | 0    |       |       | –         | –         |       |      | 12      | 0       |
| «Вапрус» (Пярну)     | Загалом        | Загалом                 | 54    | 0    | 0     | 0     | –         | –         | 0     | 0    | 54      | 0       |
| «Пальйоні»           | 2006           | II ліга південь / захід | 1     | 0    |       |       | –         | –         |       |      | 0       | 0       |
| «Флора»              | 2007           | Мейстріліга             | 1     | 0    |       |       | 0         | 0         |       |      | 1       | 0       |
| «Флора»              | 2008           | Мейстріліга             | 6     | 0    |       |       | 0         | 0         |       |      | 6       | 0       |
| «Флора»              | 2009           | Мейстріліга             | 5     | 0    | 3     | 0     | 0         | 0         | 0     | 0    | 8       | 0       |
| «Флора»              | 2010           | Мейстріліга             | 27    | 0    | 3     | 0     | 1         | 0         | 1     | 0    | 32      | 0       |
| «Флора»              | 2011           | Мейстріліга             | 16    | 0    | 2     | 0     | 2         | 0         | 0     | 0    | 19      | 0       |
| «Флора»              | 2012           | Мейстріліга             | 28    | 0    | 2     | 0     | 2         | 0         | 1     | 0    | 33      | 0       |
| «Флора»              | 2013           | Мейстріліга             | 15    | 0    | 0     | 0     | 0         | 0         | 0     | 0    | 15      | 0       |
| «Флора»              | 2014           | Мейстріліга             | 25    | 0    | 0     | 0     | 0         | 0         | 0     | 0    | 25      | 0       |
| «Флора»              | Загалом        | Загалом                 | 123   | 0    | 10    | 0     | 5         | 0         | 2     | 0    | 140     | 0       |
| «Флора-2»            | 2007           | Есілііга                | 4     | 0    |       |       | –         | –         | –     | –    | 4       | 0       |
| «Флора-2»            | 2008           | Есілііга                | 10    | 0    |       |       | –         | –         | –     | –    | 10      | 0       |
| «Флора-2»            | 2009           | Есілііга                | 7     | 0    | 0     | 0     | –         | –         | –     | –    | 7       | 0       |
| «Флора-2»            | 2010           | Есілііга                | 4     | 1    | 0     | 0     | –         | –         | –     | –    | 4       | 1       |
| «Флора-2»            | 2011           | Есілііга                | 6     | 0    | 0     | 0     | –         | –         | –     | –    | 6       | 0       |
| «Флора-2»            | 2012           | Есілііга                | 3     | 0    | 0     | 0     | –         | –         | –     | –    | 3       | 0       |
| «Флора-2»            | 2014           | Есілііга                | 4     | 0    | 0     | 0     | –         | –         | –     | –    | 4       | 0       |
| «Флора-2»            | Загалом        | Загалом                 | 38    | 1    | 0     | 0     | –         | –         | 0     | 0    | 38      | 1       |
| «Транс» (Н) (оренда) | 2013           | Мейстріліга             | 15    | 0    | 3     | 0     | –         | –         | –     | –    | 18      | 0       |
| Усього за клуб       | Усього за клуб | Усього за клуб          | 231   | 1    | 13    | 0     | 5         | 0         | 2     | 0    | 251     | 1       |

1. ↑  Кубок Естонії з футболу
2. ↑  Суперкубок Естонії з футболу
3. ↑  Усі матчі в Лізі Європи
4. 1 2  Усі матчі в Лізі чемпіонів

### У збірній
| національна збірна Естонії | національна збірна Естонії | національна збірна Естонії |
| Рік                        | Матчі                      | Голи                       |
| -------------------------- | -------------------------- | -------------------------- |
| 2012                       | 1                          | 0                          |
| Загалом                    | 1                          | 0                          |

## Досягнення
«Флора» (Таллінн)
- Мейстріліга
  -  Чемпіон (2): 2010, 2011

- Кубок Естонії
  -  Володар (3): 2007/08, 2008/09, 2010/11

- Суперкубок Естонії
  -  Володар (3): 2009, 2011, 2012